# Partido Liberal (1985)
O Partido Liberal (PL) foi um partido político brasileiro, fundado pelo falecido deputado federal Álvaro Valle (RJ), de orientação política liberal social. O partido existiu entre junho de 1985 a outubro de 2006, quando se fundiu com o PRONA para dar origem ao Partido da República - posteriormente rebatizado de Partido Liberal.

## Princípios
O PL propunha, em seu manifesto, a realização de eleições diretas em dois turnos. Defendia o fortalecimento da empresa privada, reconhecia o direito à propriedade, pleiteava a reforma tributária e judiciária, condenava o fisiologismo e a censura social ou política e pedia o restabelecimento das relações diplomáticas com todos os países. Destacava também a importância da defesa dos direitos das minorias e da redução das desigualdades sociais, e definia-se como seguidor da doutrina liberal.
Quando o fundador do partido, o deputado Álvaro Valle, candidatou-se à prefeitura do Rio de Janeiro, sua plataforma continha propostas de auxílio às áreas carentes, programas de saúde preventiva para crianças e gestantes e o projeto do “ônibus da liberdade”, pelo qual a população disporia de um talão que lhe permitiria viajar nos meios de transportes públicos com segurança garantida pelo estado. 
Outra iniciativa do PL na época foi a realização de cursos de formação política, obrigatórios para os candidatos a cargos eletivos ou de direção partidária. Os cursos eram abertos à população e não exigiam filiação prévia ao partido.
O programa de governo elaborado pelo partido apresentava um pacote de medidas ortodoxas para pôr fim à crise econômica do país, entre as quais se incluíam:
- Câmbio livre;
- Criação de um imposto único;
- Corte de subsídios e de funcionários públicos; e
- Privatização de diversas empresas.

Entretanto, a respeito das privatizações, também foram assunto de divergências da direção nacional com o Governo FHC - com o qual o PL rompera.
Destaca-se igualmente a adesão de membros da chama "frente evangélica'' ao PL no final dos anos 1990, como Marcelo Crivella (RJ), Magno Malta (ES) e Carlos Rodrigues (RJ), muitos dos quais deixariam o partido em 2005 em direção ao PRB.
Mesmo assim, os cientistas políticos Marcos Paulo dos Reis Quadros e Rafael Machado Madeira identificaram no PL considerável presença de parlamentares da bancada parlamentar neopentecostal.

## História

### Fundação
O PL foi criado para acomodar o grupo político do deputado federal Álvaro Valle (PFL-RJ) no Rio de Janeiro. Este parlamentar, que havia sido deputado pela ARENA e participou da dissidência que deu origem à Frente Liberal, entrou em conflito com o diretório pefelista nacional devido à sua ambição de ser candidato à prefeitura carioca nas eleições de 1985 - a liderança partidária preferia lançar o deputado Rubem Medina. Em seu primeiro pleito, oficializou as candidaturas dos deputados federais Ruy Codo, em São Paulo, e Álvaro Valle no Rio de Janeiro. Valle logrou o 5o lugar na disputa, com cerca de 180 mil votos (aproximadamente 8% do eleitorado).

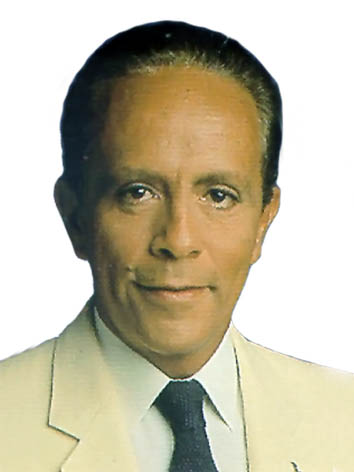
Deputado Álvaro Valle, fundador do partido.

Quanto ao Governo Sarney, que vigorava à época, o partido reclamava uma posição governista, reservando-se não obstante o direito a criticá-lo se assim  entendesse. Durante as eleições de 1986, o partido ainda tinha o registro provisório, mas elegeu 6 deputados constituintes, todos na região Sudeste. No entanto, sua bancada acresceu a 8 deputados com a migração de dois parlamentares do PFL: Flávio Rocha (RN) e Simão Sessim (RJ). A liderança do grupo do PL na Câmara dos Deputados era exercida por Guilherme Affif Domingos (SP) que rompera a posição governista do partido diante da controversa questão acerca sobre a provisão constitucional do mandato de 5 anos - defendida pelo Governo.  
Sem embargo, três membros da bancada votaram junto com o governo nesta questão.
Em 25 de fevereiro de 1988, o partido recebe o seu registro permanente. Nas Eleições Municipais de 1988, surgem rumores de uma aliança com o PDT para assegurar a vitória de Álvaro Valle no Rio de Janeiro, que incluiria o apoio do PL à eleição de Leonel Brizola (PDT-RJ) em 1989. Entretanto, este rumor foi contestado pela direção pelista, sobrevindo nova derrota ao presidente da sigla Álvaro Valle para o pedetista Marcelo Alencar no Rio de Janeiro. Desta vez, Valle atingiu a terceira posição com 12,49% dos votos. Além disso, o PL também elegeu os prefeitos dos municípios fluminenses Bom Jardim, Itaocara e São José do Vale do Rio Preto.
Em São Paulo, o PL indicou a candidatura de João Melão Neto, ex-secretário do então prefeito Jânio Quadros, que se desligou do PTB para concorrer, mas obteve apenas 6,65% dos votos e a 5a posição. Com o sucesso de Luiza Erundina (PT-SP), o partido elaborou um gabinete municipal paralelo para defender ''uma oposição séria de cunho liberal''. Ao todo, foram 239 prefeitos eleitos pelo PL (sendo 36 no interior de São Paulo), o que contabilizava 5,6% dos municípios brasileiros. 

Campanha presidencial de Guilherme Afif Domingos (PL-SP) em 1989.

Essa expansão do partido se deu notadamente ao grande número de filiações de membros vindos do PFL e do PDS. Para a Eleição Presidencial de 1989, o partido lança Guilherme Afif Domingos como candidato à presidência, com uma plataforma neoliberal, com sua famosa frase "Juntos, chegaremos lá!". 
No mês de setembro, as pesquisas registraram um crescimento das intenções de voto em Afif, que roubava alguns dos votos de Fernando Collor de Melo (PRN-AL), principalmente no eleitorado de classe A. Quando da ascensão dos números do candidato petista Luiz Inácio Lula da Silva (SP), em outubro, a campanha de Afif Domingos passou a enfrentar problemas. 
Os principais colaboradores e financiadores de sua campanha, os empresários paulistas, passaram a apoiar a candidatura de Collor, por reputarem-no ser o único candidato com perfil de centro-direita com possibilidades de disputar o segundo turno da eleição com a esquerda. Além disso, quando começou a crescer nas pesquisas, o candidato da coligação PL-PDC passou a ser atacado pelos adversários que acusavam o candidato de ligações com o malufismo e com a ditadura militar.
Afif Domingos obteve 3.272.462 votos no primeiro turno, correspondentes a 4,54% dos votos válidos, alcançando o sexto lugar na disputa. No segundo turno, o PL apoiou a candidatura vitoriosa de Fernando Collor.

### Durante os anos 1990
Após a eleição, houve uma nova migração de deputados federais para a bancada do PL, motivados pela popularidade de Affif Domingos - embora tenha perdido a eleição. Assim, o número de parlamentares pulou de 8 para 19. O presidente nacional da legenda, Álvaro Valle, defendeu que o partido adotaria uma postura independente quanto ao novo Governo, convocando os partidos a colaborarem com a governabilidade do Presidente da República, sem entrar formalmente na coalizão.

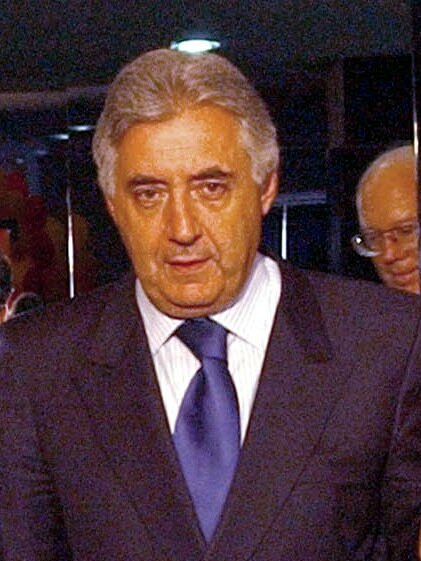
Guilherme Afif Domingos, previamente vice-governador de São Paulo.

Durante as eleições gerais de 1990, o PL se coligou ao PFL para cargos proporcionais e elegeu 16 deputados, majoritariamente na região Sudeste. No estado de São Paulo, a disputa foi mais controvertida: com a renuncia de Affif Domingos em buscar o governo, segmentos do partido preferiam uma composição com o PMDB e outros com o PDS de Paulo Maluf. Saiu vitoriosa a primeira corrente e Affif Domingos se lançou ao Senado na chapa encabeçada pelo peemedebista Luiz Antônio Fleury - mas não foi eleito.
Quando do escândalo provocado pelas denúncias de corrupção contra o ex-tesoureiro de campanha do Presidente, Paulo César Farias, abalaram a reputação do Governo, o PL ocupava o Ministério do Trabalho e Administração com João Mellão Neto. Entretanto, diante da tramitação do processo de impeachment arbitrado contra o Presidente Fernando Collor, todos os deputados do PL votaram favoravelmente ao afastamento e integraram sem resistências a coalizão do Governo Itamar Franco.

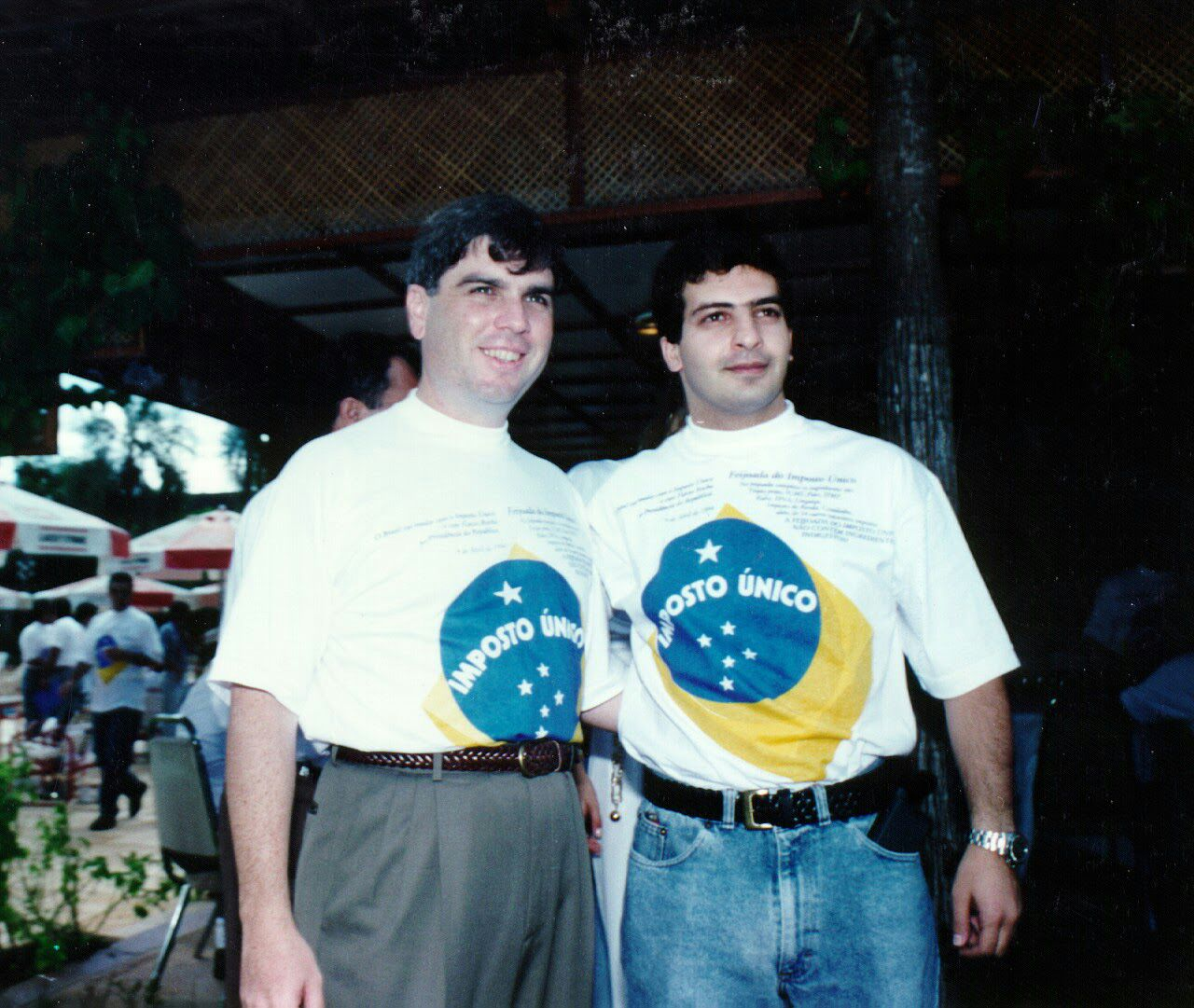
Deputado Flávio Rocha em defesa do projeto do imposto único.

Nas Eleições Municipais de 1992, o PL teve um desempenho consideravelmente mais fraco. Elegeu 3500 vereadores e 92 prefeitos, nenhum em capitais. No Rio de Janeiro, indicou o vice-prefeito na chapa bem sucedida de César Maia (PMDB), e, em São Paulo, entrou na coligação vitoriosa de Paulo Maluf (PDS).
Avizinhando-se as eleições de 1994, o PL preparou a candidatura do empresário potiguar de 36 anos, Flávio Rocha, deputado federal pela legenda. A estratégia estava ligada ao financiamento da sua campanha, pois Rocha era herdeiro da terceira maior indústria têxtil do país e, destarte, poderia financiar sua campanha com facilidade. 
O projeto de unificação tributária em uma alíquota de 1% sobre todas as operações financeiras, que era objeto de uma popular Proposta de Emenda Constitucional da qual Flávio Rocha havia sido o autor, ganhou destaque. No entanto, um escândalo apontando que partido teria vendido bônus eleitorais por valores menores do que os que constavam nos recibos levou a Justiça Eleitoral a impugnar a candidatura de Rocha. Assim, restou ao PL apoiar o senador tucano Fernando Henrique Cardoso, ex-ministro de Itamar Franco, eleito em primeiro turno.
Quanto aos demais cargos, o PL elegeu 12 deputados federais e seu primeiro senador: Romeu Tuma (SP).
Em 1996, em uma tentativa de se fortalecer dentro do Parlamento, o PL se aliou ao Partido Progressista Brasileiro, liderado pelo então prefeito de São Paulo, Paulo Maluf, para formar um bloco que possibilitasse aos dois partidos a obtenção de cargos nas comissões permanentes e especiais. Nesse mesmo ano, com as eleições municipais, o PL elegeu 222 prefeitos e 3.002 vereadores.

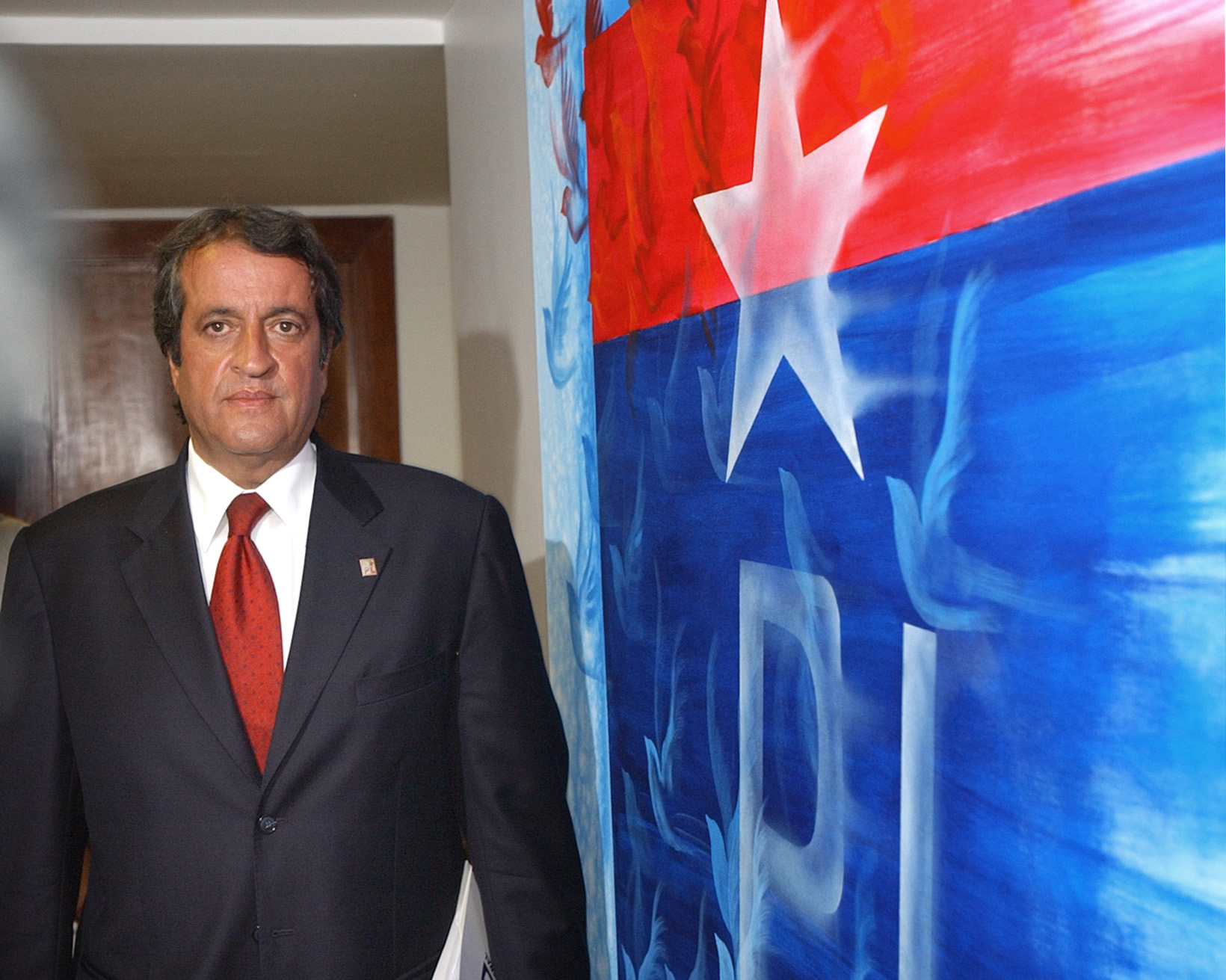
Deputado Valdemar Costa Neto em 2005.

O PL rompeu com o Governo Fernando Henrique Cardoso quando este alterou a aposentadoria especial para os professores, que havia sido fixada por um projeto de Álvaro Valle. Valle também reputava as privatizações como um dilapidação do patrimônio nacional.
Durante a votação das emendas constitucionais de 1995, contrariando as posições de Álvaro Valle, o PL se manifestou a favor da mudança do conceito de empresa nacional, para permitir maior participação de capitais externos, da quebra do monopólio estatal das telecomunicações, do fim das restrições à exploração do subsolo e da quebra do monopólio estatal do petróleo.
Em 1998, o partido apoiou a candidatura do ex-Ministro da Fazenda Ciro Gomes (PPS-CE). A coligação "Brasil Real e Justo" (PPS, PL, PAN) ficou em terceiro lugar. A bancada do partido seguiu com 12 deputados federais, mas perdeu a vaga no Senado.
O PL consolidou o seu sucesso na região Sudeste durante as Eleições Municipais de 2000, mas também ampliou a sua presença na Região Nordeste. Dos 234 prefeitos eleitos neste ano, 44% eram nordestinos e 41% em municípios do Sudeste, semelhante índice para o número de vereadores, 2.887 (43% no Nordeste e 39% no Sudeste). Em São Paulo, o candidato próprio do PL, Marcos Cintra, teve votação inexpressiva e ficou em sétimo lugar. 
Já o diretório estadual do Rio de Janeiro, presidido por Carlos Rodrigues, bispo da Igreja Universal do Reino de Deus, reiterou seu apoio a César Maia (PTB), indicando Marco Antônio Valle como vice. O PL também reelegeu o prefeito de Manaus, Alfredo Nascimento, ex-aliado do governador Amazonino Mendes. Em 1996, Alfredo estava no extinto PPB, como Amazonino.
Em 2000, Valdemar da Costa Neto (SP) sucede Álvaro Valle na presidência do diretório nacional do Partido Liberal.

### Aliança com o Partido dos Trabalhadores e dissidência
Devido à distância entre o Partido Liberal e o Governo FHC, o PL foi buscado pela candidatura de Luiz Inácio Lula da Silva (PT-SP) para a composição de uma aliança. Nesta composição, o PL indicou o empresário mineiro José Alencar como candidato a vice-presidente. A chapa conquistou 39 455 233 no primeiro turno e disputou a presidência com a ''Grande Aliança'' do PSDB com o PMDB encabeçada por José Serra (PSDB-SP). No segundo turno, foram vitoriosos com 61,27% dos votos. A bancada do PL aumentou de 12 para 26 deputados e a presença no Senado Federal passou a 3 assentos (João Ribeiro no TO; Marcelo Crivella no RJ; e Magno Malta no ES).

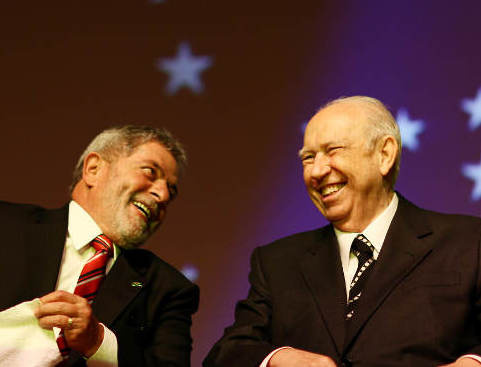
Presidente Luiz Inácio Lula da Silva e vice-Presidente José Alencar.

.Visando as regras eleitorais consubstanciadas na Lei nº 9.096/95, o PL incorporou o Partido Geral dos Trabalhadores e o Partido Social Trabalhista em 2003.
Nas Eleições municipais de 2004, o partido teve um crescimento de 32%, passando a controlar 382 municípios e, destarte, tornando-se a sétima agremiação em número de prefeituras. Em São Paulo, o PL integrou a coligação fracassada da incumbente Marta Suplicy (PT). Já no Rio de Janeiro, lançou o pastor Marcelo Crivella, da Igreja Universal do Reino de Deus, que ficou em segundo lugar com 21,83% dos votos.
O núcleo pentecostal que vinha utilizando o PL como incubadora, composto pelos senadores Malta e Crivella, rompe com o partido em 2005 e funda uma dissidência no Partido Republicano Brasileiro.
Durante as Eleições de 2006, o PL apoiou a recondução do Presidente Lula e seu vice, obtendo a chapa 60,83% dos votos face à candidatura tucana de Geraldo Alckmin (SP). A bancada do partido sofreu uma pequena redução, elegendo apenas 23 deputados federais e 1 senador, Alfredo Nascimento (AM). Para o estado de São Paulo, o PL apoiou a candidatura fracassada de Aloizio Mercadante (PT) e, para o Rio de Janeiro, apoiou a composição de Sérgio Cabral Filho (PMDB).

#### Escândalo do Mensalão
Envolvido, em 2005, nas denúncias que ficaram conhecidas como Escândalo do Mensalão, o partido negou ter participado de tal esquema durante certo tempo. No entanto, no dia 1º de agosto, seu presidente, Valdemar Costa Neto, renuncia ao cargo de deputado federal, admitindo em seguida estar envolvido em tal forma de corrupção. Seu líder na Câmara, o deputado Sandro Mabel, também se viu envolvido, mas escapou da cassação, na votação do Plenário.
No mensalão, Valdemar Costa Neto, o presidente do PL, foi condenado a sete anos e dez meses de prisão por corrupção passiva e lavagem de dinheiro. O PL teria recebido cerca de R$ 10 milhões do Partido dos Trabalhadores, no ínterim de dois anos, supostamente para votar em projetos de interesse do governo.

#### Fusão
Em 21 de dezembro de 2006 é anunciada a fusão do PL com outra sigla, o Partido de Reedificação da Ordem Nacional (PRONA), liderado por Enéas Carneiro, que falece logo em seguida. Então se forma uma nova sigla, que passa a manter o mesmo número eleitoral do PL (22). Assim foi criado o Partido da República (PR), que voltou a chamar-se Partido Liberal (PL) em maio de 2019.
Em 24 de março de 2015 o grupo político ligado ao Ministro Gilberto Kassab apresentou junto ao Tribunal Superior Eleitoral (TSE) o pedido de registro do novo estatuto do Partido Liberal, iniciando assim o processo de refundação do mesmo.
| Partido Geral dos Trabalhadores (PGT) 1995–2003 |  | Partido Liberal (PL) 1985–2006                              |  | Partido da República (PR) 2006–2019 | Partido Liberal (PL) 2019–presente |
| Partido Social Trabalhista (PST) 1996–2003      |  | Partido Liberal (PL) 1985–2006                              |  | Partido da República (PR) 2006–2019 | Partido Liberal (PL) 2019–presente |
|                                                 |  | Partido de Reedificação da Ordem Nacional (PRONA) 1989–2006 |  | Partido da República (PR) 2006–2019 | Partido Liberal (PL) 2019–presente |

## Desempenho eleitoral

### Desempenho nas eleições parlamentares federais
| Legislatura     | Eleitos | %    | AC | AL | AM | AP | BA | CE | DF | ES | GO | MA | MG | MS | MT | PA | PB | PE | PI | PR | RJ | RN | RO | RR | RS | SC | SE | SP | TO | Diferença |
| --------------- | ------- | ---- | -- | -- | -- | -- | -- | -- | -- | -- | -- | -- | -- | -- | -- | -- | -- | -- | -- | -- | -- | -- | -- | -- | -- | -- | -- | -- | -- | --------- |
| 52ª (2003-2007) | 35      | 6,82 | 0  | 1  | 3  | 0  | 0  | 2  | 0  | 1  | 0  | 1  | 6  | 0  | 1  | 1  | 2  | 1  | 0  | 1  | 3  | 0  | 0  | 1  | 1  | 0  | 1  | 9  | 0  | +21       |
| 51ª (1999-2003) | 14      | 2,73 | 0  | 0  | 1  | 0  | 1  | 0  | 0  | 0  | 2  | 2  | 4  | 0  | 1  | 0  | 0  | 0  | 0  | 0  | 0  | 0  | 0  | 0  | 0  | 0  | 0  | 3  | 0  |           |

### Eleições de 2002
O Partido Liberal se coligou nas eleições brasileiras de 2002, junto ao PT, PCB, PCdoB e PMN, no pleito que elegeu Luiz Inácio Lula da Silva (PT) como presidente da República e José Alencar (PL) como vice-presidente.
No Maranhão, o partido integrou a coligação que elegeu José Reinaldo Tavares. O partido foi responsável pela cassação de Ricardo Murad.

### Participação do partido nas eleições presidenciais
| Ano  | Imagem | Candidato a Presidente         | Candidato a Vice-Presidente | Coligação                                  | Votos               | %                   | Colocação           |
| ---- | ------ | ------------------------------ | --------------------------- | ------------------------------------------ | ------------------- | ------------------- | ------------------- |
| 1989 |        | Guilherme Afif Domingos (PL)   | Aluísio Pimenta (PDC)       | Aliança Liberal Cristã (PL e PDC)          | 3.272.462           | 4,53                | 6º                  |
| 1994 |        | Flávio Rocha (PL)              | Jadihel Loredo Júnior (PL)  | Sem coligação                              | Registro indeferido | Registro indeferido | Registro indeferido |
| 1998 |        | Ciro Gomes (PPS)               | Roberto Freire (PPS)        | Brasil Real e Justo (PPS, PL e PAN)        | 7.426.190           | 10,97               | 3º                  |
| 2002 |        | Luiz Inácio Lula da Silva (PT) | José Alencar (PL)           | Lula Presidente (PT, PL , PCdoB, PMN e PCB | 52.793.364          | 61,27               | 1º                  |

## Símbolos

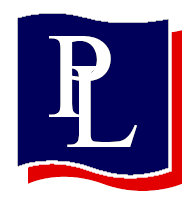
Símbolo usado de 1985 a 2004
Símbolo usado de 2004 e 2006